# El jurado
El jurado es una novela de John Grisham, y reproduce la constante lucha de las personas de a pie, es decir, de todas aquellas personas comunes contra los grandes emporios e intereses económicos. El blanco lo constituyen las empresas tabacaleras, a diferencia de la adaptación cinematográfica, en que el blanco son las empresas armamentísticas.

## Argumento
Cuando una joven viuda interpone en Nueva Orleans una demanda contra un poderoso consorcio al que hace responsable de la muerte de su marido, pone en marcha un caso en el que se decide el destino de millones de dólares. Pero es un litigio que quizás esté ganado, incluso antes de que empiece, sobre la base de la mera selección, manipulación y la posterior tentativa de “comprar” al jurado. Representando los intereses de la viuda, figura Wendall Rohr, un elegante abogado sureño de grandes principios y un sincero interés por el caso que está defendiendo. Su oponente es, en apariencia, el abogado que representa a la empresa. Pero, en realidad, es el hombre de paja de Rankin Fitch, un brillante y despiadado especialista en jurados. En un sofisticado centro de mando sito en un viejo almacén del barrio francés, Fitch y su equipo trabajan en el seguimiento y valoración de los potenciales miembros del jurado. Él va a conocer todo sobre sus vidas y va a manipular estratégicamente esta información en el proceso de selección del jurado. El único resultado aceptable es conseguir el jurado perfecto para que vote en favor de su defendido. Fitch y Rohr van a descubrir muy pronto que no son los únicos interesados en ganarse el favor del jurado. Uno de sus integrantes, Nick Easter, parece tener sus propios planes para influir en el grupo. Y una misteriosa mujer, de la que sólo sabemos que se llama Marlee, contacta tanto con Rohr como con Fitch para decirles que el jurado está en venta al mejor postor y que el veredicto final no les va a salir barato. La recta moral de Rohr se pone a prueba, y Fitch se ve tentado a cruzar la línea entre elegir un jurado y comprarlo, sin importar quién puede resultar dañado con todo eso. 
- Datos: Q268078